# Новолісино (Тосненське міське поселення)
Новолісино (рос. Новолисино) — присілок у Тосненському районі Ленінградської області Російської Федерації.
Населення становить 1211 осіб. Належить до муніципального утворення Тосненське міське поселення.

## Історія
Населений пункт розташований на історичній землі Іжорія.
Згідно із законом від 22 грудня 2004 року № 116-оз належить до муніципального утворення Тосненське міське поселення.

## Населення
| 2007 | 2010  | 2017  |
| ---- | ----- | ----- |
| 1318 | ↗1339 | ↘1211 |